# L'Isolé
Pour les articles homonymes, voir Lucky Star.
Pour plus de détails, voir Fiche technique et Distribution.
L'Isolé (Lucky Star) est un film américain réalisé par Frank Borzage, sorti en 1929.
Après L'Heure suprême (Seventh Heaven) et L'Ange de la rue, c'est la troisième collaboration (en trois ans) entre le cinéaste et son duo d'acteurs fétiches Janet Gaynor et Charles Farrell.

## Synopsis
Mary, une pauvre fille de ferme, rencontre Tim juste au moment où la guerre est déclarée. Tim s'engage et part pour les champs de bataille de l'Europe, où il est blessé et perd l'usage de ses jambes. De retour chez lui, Mary lui rend visite. Ils sont profondément attirés l'un vers l'autre mais son handicap empêche Tim de déclarer son amour à Mary. Des complications arrivent lorsque Martin, l'ex-sergent de Tim et une brute, s'entiche de Mary.

## Fiche technique
- Titre original : Lucky Star
- Titre français : L'Isolé
- Réalisation : Frank Borzage
- Scénario : Sonya Levien d'après la nouvelle Three Episodes in the Life of Timothy Osborn de Tristram Tupper
- Direction artistique : Harry Oliver
- Photographie : Chester A. Lyons, William Cooper Smith
- Son : Joseph Aiken[1]
- Montage : H. H. Caldwell, Katherine Hilliker
- Producteur : William Fox
- Société de production : Fox Film Corporation
- Société de distribution : Fox Film Corporation
- Pays de production :  États-Unis
- Langue : anglais
- Format : Noir et blanc - 35 mm - 1,37:1 - Western Electric Movietone sound-on-film sound system[1]
- Genre : drame
- Durée : 100 minutes
- Date de sortie :
  - États-Unis : semaine du 20 juillet 1929 (première à New-York)

## Distribution
- Janet Gaynor : Mary Tucker
- Charles Farrell : Timothy Osborn
- Guinn "Big Boy" Williams : Martin Wrenn
- Paul Fix : Joe
- Hedwiga Reicher : Mme Tucker
- Gloria Grey : Milly
- Hector V. Sarno : "Pop" Fry